# Lluïsa d'Orleans (reina dels belgues)

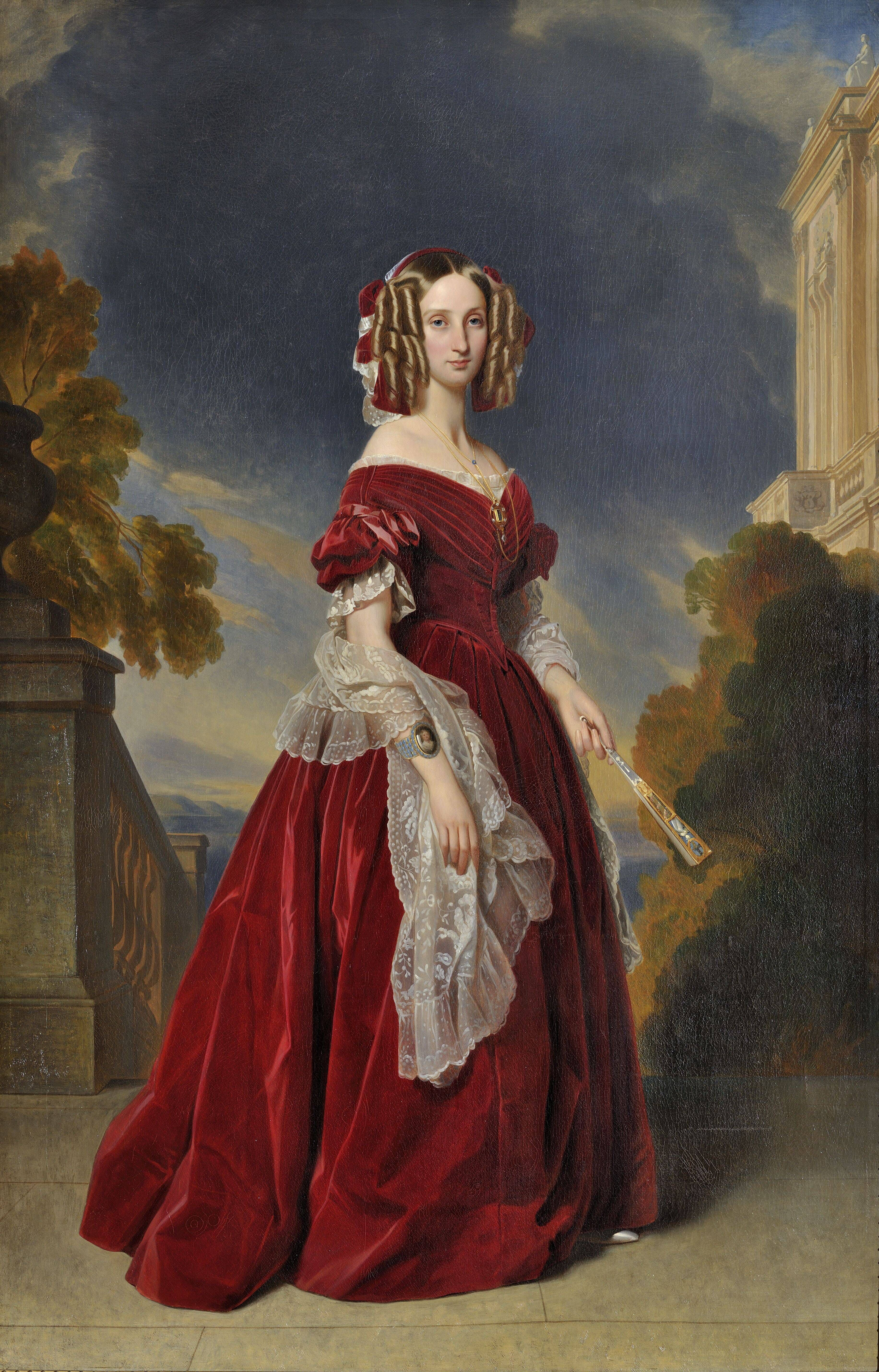
La princesa Lluïsa d'Orleans, reina de Bèlgica, pintada per Winterhalter.

Lluïsa d'Orleans, reina dels belgues (Palerm 1812 - Oostende 1850). Princesa de sang de França de la Casa dels Orleans amb el tractament d'altesa reial que contragué matrimoni amb el rei Leopold I de Bèlgica.
Nascuda a Palerm el dia 3 d'abril de l'any 1812 essent fill del rei Lluís Felip I de França i de la princesa Maria Amèlia de Borbó-Dues Sicílies. Nascuda a Palerm en el marc de les guerres napoleòniques els seus avis paterns eren el príncep Lluís Felip d'Orleans i de la princesa Adelaida de Borbó-Penthièvre i per via materna del rei Ferran I de les Dues Sicílies i de l'arxiduquessa Maria Carolina d'Àustria.
Lluïsa contragué matrimoni a Compiègne el 1832 amb el rei Leopold I de Bèlgica. Leopold havia estat elegit rei dels belgues l'any anterior i era fill del duc Francesc Frederic I de Saxònia-Coburg-Saafeld i de la comtessa Augusta de Reuss-Ebersdorf. La parella tingué tres fills que arribaren a edat adulta:
- SM el rei Leopold II de Bèlgica, nat a Brussel·les el 1835 i mort al Palau de Laeken el 1909. Contragué matrimoni amb l'arxiduquessa Maria Enriqueta d'Àustria.

- SAR el príncep Felip de Bèlgica, comte de Flandes, nat el 1837 al Palau de Laeken i mort el 1905 a Brussel·les. Contragué matrimoni amb la princesa Maria de Hohenzollern-Sigmaringen.

- SAR la princesa Carlota de Bèlgica, nada el 1840 al Palau de Laeken i morta el 1927 al monestir de Meise. Es casà amb l'emperador Maximilià I de Mèxic.

Lluïsa morí l'11 d'octubre de l'any 1850 a la ciutat belga d'Oostende i es va enterrar a la Cripta Reial de Brussel·les.